# Аруначала
Арунача́ла (англ. Arunachala) — священный холм в городе Тируваннамалай в штате Тамил-Наду, геологически относится к Восточным Гхатам. Это одно из пяти основных мест паломничества в Индии для последователей шиваизма. У подножия холма Аруначала, который считается неотличным от самого Шивы, расположен храм Аннамалаияра (другое название — храм Аруначалешвары). Ежегодно, в месяц картигай (октябрь-ноябрь) по тамильскому календарю, здесь проходит пышный фестиваль огней «Картигай-дипам», в ходе которого на вершине холма зажигается гигантский огонь. У подножия холма также находится ашрам индийского гуру Раманы Махарши.
Самое раннее упоминание Аруначалы можно обнаружить в «Риг-веде». Описывается, что между творцом Вселенной Брахмой и её хранителем Вишну произошёл спор о превосходстве. Чтобы как-то остановить хаос, возникший в результате этого спора, Шива принял форму гигантского столпа света, а затем, в ответ на молитвы Вишну и Брахмы, принял форму холма Аруначалы. Детальное описание Аруначалы даётся Вьясой в Махешвара-канде «Сканда-пураны».
На протяжении веков, многие великие индуистские святые и мудрецы выбирали своей резиденцией холм Аруначалу. На юго-восточном склоне холма находится пещера, в которой в период с 1899 по 1916 год жил Рамана Махарши.